# Hyalella bonariensis
Hyalella bonariensis is een vlokreeftensoort uit de familie van de Hyalellidae. De wetenschappelijke naam van de soort is voor het eerst geldig gepubliceerd in 2008 door Bond-Buckup, Araujo & Santos.